# Bill Toomey
Pour les articles homonymes, voir Toomey.
William Anthony « Bill » Toomey (né le 10 janvier 1939 à Philadelphie) est un athlète américain, spécialiste du décathlon, ancien détenteur du record du monde.

## Carrière

### Débuts
Étudiant à l'Université du Colorado à Boulder, Bill Toomey pratique le basket-ball et l'athlétisme. Il dispute son premier décathlon en 1959 après avoir découvert l'annonce d'une compétition dans le journal. Il remporte quatre titres nationaux du pentathlon entre 1960 et 1964 et se hisse au 11e rang mondial au décathlon en fin de saison 1964 avec un record personnel à 7 615 points. Victime d'une hépatite virale en 1965 après avoir remporté son premier titre national du décathlon, il reste alité durant plusieurs mois.
De retour à la compétition en 1966, l'Américain remporte à Salina sous une chaleur caniculaire, son deuxième titre de champion des États-Unis avec 8 234 points. Il participe l'année suivante aux Jeux panaméricains de Winnipeg et s'adjuge la médaille d'or avec 8 044 points, devant le Vénézuélien Héctor Thomas et l'Américain Dave Thoreson. Il remporte les Championnats des États-Unis de 1967.

### Titre olympique et record du monde
En 1968, Bill Toomey décroche son quatrième titre national au décathlon et remporte par ailleurs les sélections olympiques américaines, à Echo Summit, en altitude. Aux Jeux olympiques de Mexico, l'Américain distance largement ses principaux adversaires au terme de la première journée de compétition en totalisant 4 499 points. Blessé à la main et à une jambe lors du deuxième jour, il parvient néanmoins à préserver son avance en réalisant 8 193 points après la dernière épreuve du 1 500 mètres, signant un nouveau record olympique et devenant le neuvième athlète américain titré dans cette compétition au décathlon. Il devance sur le podium les deux Ouest-Allemands Hans-Joachim Walde (8 111 points) et Kurt Bendlin (8 064 points).
Le 11 novembre 1969, à Los Angeles à l'occasion de son trente-cinquième et dernier décathlon de sa carrière, Bill Toomey établit un nouveau record du monde de la spécialité avec 8 417 points (8 309 points avec la table actuelle de 1985), améliorant de 98 points l'ancienne meilleure marque mondiale détenue depuis 1967 par Kurt Bendlin.

### Reconversion
Bill Toomey est membre de la Commission olympique américaine de 1976 à 1978, et membre du comité d'organisation des Jeux olympiques d'été de 1984.
Il a été marié à l'ancienne championne olympique britannique du saut en longueur Mary Rand.

## Palmarès

### International
| Date | Compétition        | Lieu     | Résultat | Performance |
| ---- | ------------------ | -------- | -------- | ----------- |
| 1965 | Universiade        | Budapest | 1er      | 7 566 pts   |
| 1967 | Jeux panaméricains | Winnipeg | 1er      | 8 044 pts   |
| 1968 | Jeux olympiques    | Mexico   | 1er      | 8 193 pts   |

### National
- Championnats des États-Unis d'athlétisme : 
  - vainqueur du pentathlon en 1960, 1961, 1963 et 1964
  - vainqueur du décathlon en 1965, 1966, 1967, 1968, 1969[5]

### Distinctions
- Élu au Temple de la renommée de l'athlétisme des États-Unis en 1975
- Trophée Track and Field de l'athlète de l'année en 1969

## Records
- Record du monde du décathlon avec 8 417 points (8 309 selon les tables d'aujourd'hui) le 11 décembre 1969 à Los Angeles (amélioration du record de Kurt Bendlin, sera battu par Mykola Avilov à Munich le 8 septembre 1972)

| Épreuve           | Performance  | Lieu        | Date                   |
| ----------------- | ------------ | ----------- | ---------------------- |
| 100 m             | 10 s 3       |             | 1966                   |
| Saut en longueur  | 7,93 m       |             | 1969                   |
| Lancer du poids   | 14,38 m      | Los Angeles | 1969                   |
| Saut en hauteur   | 2,00 m       |             | 1969                   |
| 400 m             | 45 s 6       |             | 1968                   |
| 110 m haies       | 14 s 2       |             | 1969                   |
| Lancer du disque  | 46,99 m      | Los Angeles | 1969                   |
| Saut à la perche  | 4,27 m       | Los Angeles | 1969                   |
| Lancer du javelot | 68,78 m      |             | 1969                   |
| 1 500 m           | 4 min 12 s 7 |             | 1964                   |
| Décathlon         | 8 309 pts    | Los Angeles | 10 et 11 novembre 1969 |